# 日産・ガゼール
ガゼール（Gazelle ）は、日産自動車が1979年から1986年まで生産・販売していた乗用車である。
3代目（S110型）シルビアと同時に登場したシルビアの姉妹車で、シルビアが日産・サニー店系列の扱いであったのに対し、ガゼールは日産・モーター店系列での扱いとなった。北米、欧州向けなどの輸出名称は「200SX」であったが、S12型がオーストラリアでのみ、日本国内と同じ「ガゼール」の名称で販売された。

## 初代 S110型（1979年-1983年）
1979年3月発売。キャッチコピーは「未来から大股でやって来た」。構造はシルビアと共通であるが、販売店の顧客層を考慮し、革巻のパーキングブレーキレバーグリップ（シルビアはウレタン）の採用や、ディーラーオプションで用意されたエンジンフードのガゼルのグラフィックなど、高級感を演出した外観や内装を特徴とし、シルビアに比べてやや上位の位置づけとされた。また、価格もガゼールの方がシルビアより5,000円高かった。
外観上の両車の差異は、フロントグリルがシルビアはブロックタイプ（マイナーチェンジ後は格子）、ガゼールは横スリットとなるほか、リアコンビランプ、フェンダーミラー、Bピラーのデザインも異なる。シルビアが黒を基調とした外観を採用していたのに対し、ガゼールはメッキパーツを多用して個性をアピールしていた。
搭載エンジンはZ18/Z18E型直4・1,800ccおよびZ20E型直4・2,000ccが搭載された。グレードは装備と搭載エンジンから、T-I、T-II/TE-I、TE-II/XE-I、XE-IIの6種類。また、日本初のドライブコンピュータなど先進機器を多く搭載した。
1980年6月、一部改良。Z18ET型ターボ付エンジンを搭載する「ターボXE/XE-II」が追加された。
1982年4月、4バルブDOHCのFJ20E型エンジンを搭載した「H/T 2000DOHC RS/RSエクストラ」を追加。シルビア/ガゼールに搭載されたエンジンは、吸気および排気系の取り回しの違いから、DR30型スカイラインに搭載されたものとは若干特性が異なる。
1983年、生産拠点が日産自動車九州工場へ移管。
3代目シルビアと合算した販売終了前月までの新車登録台数の累計は16万2525台。

### オープン仕様車
1979年に放映が開始されたテレビドラマ『西部警察』では、石原裕次郎演じる木暮課長の専用車として、2000XE-IIの5速MT車をベースに改造された自動車電話付きのガゼールのオープンカーが登場した。この劇用車のボンネットおよびトランクに描かれたグラフィックは、車名の由来となったカモシカの仲間であるガゼルをイメージしたものである。改造は福岡県大野城市に本社を置くガレージタルガが手がけ、ドラマの放映終了後も北海道小樽市の石原裕次郎記念館において、2017年8月末日の閉館まで展示された。
この仕様は日本では市販されなかったが、北米では本車と同様にカスタマイズしたものが専門ショップから発売されており、10台ほどが日本にも逆輸入の形で入ってきている。

## 2代目 S12型（1983年-1986年）
1983年8月、シルビアと同時にフルモデルチェンジ。ボディタイプは先代と同様、ノッチバックとハッチバックの2本立て。ノッチバックはセンターピラー付きのボディになったことに伴い、日産による公式な呼び名が「ハードトップ」から「クーペ」に変わった。加えて、ワイパー付フルリトラクタブル・ヘッドライトを採用した。
搭載エンジンはCA18S型直4・1,800ccキャブ、CA18E型直4・1,800cc、CA18ET型直4・1,800ccターボ、FJ20ET型直4・2,000ccターボの4機種となった（ガゼールにはFJ20Eは搭載されず）。また、世界初のパワーウーハー、日本初のチルトアップ機構付電動ガラスサンルーフおよびキーレスエントリーなどを採用。FJ20ET搭載車のキャッチコピーは「群れよ、さらば」「ガゼール・ドリーミング」。
外観上のシルビアとの違いは、フロントグリルやテールランプなどで見分けることができる。グリルは、シルビアが横長長方形を組み合わせたものに対し、ガゼールはハニカム状のもの。テールはクーペ/ハッチバックとも、シルビアが縦型デザインであるのに対し、ガゼールは横型のデザインになっている（S110から継続）。ボディカラーでも、シルビア・ガゼールで各々のツートンカラーがあり、その配色でも見分けることができる。
1986年2月、シルビアのマイナーチェンジと同時に吸収統合され販売終了。4代目シルビアと合算した販売終了までの新車登録台数の累計は2万3086台。

## モータースポーツ
シルビアと同様、富士グランチャンピオンレース・スーパーシルエットに参戦した。ドライバーは柳田春人｡
オーストラリア2.0リッターツーリングカー選手権に参戦してシリーズチャンピオンを獲得。ドライバーはマーク・スカイフ｡

## 車名の由来
アジア・アフリカに生息する、カモシカの仲間であるガゼルに由来する。